# Рукопаш гопак
Руко́паш гопа́к — українське бойове мистецтво, що являє собою систему фізично-духовного виховання. Його складовими є ударна техніка (рук та ніг) і боротьба (кидки, больові та задушливі захвати).

## Історія
В кінці 1980-х рр. дослідник бойових мистецтв львів'янин Володимир Пилат найняв Мирослава Шиха (танцюрист) для розшифрування бойових рухів, закодованих у народному танці «Гопак» предками. Йому вдалося згрупувати разом ентузіастів, які займалися українськими народними танцями та цікавилися різноманітними єдиноборствами. Так утворився бойовий гопак.  Вже в середині 1990-х рр. сформувалося коло людей, які розвивали й розповсюджували це бойове мистецтво, виховували молодь в українському дусі й формували покоління свідомих українців.
Внаслідок розбіжності в поглядах стосовно подальшого розвитку українського бойового мистецтва виник Рукопаш гопак. Започаткував його Микола Величкович, колишній учень Володимира Пилата. Згодом, з тих же причин, з Бойового Гопака до школи Рукопашу Гопак приєдналося ще кілька майстрів, зокрема Валерій Чоботарь (Гатило) та Валерій Одайський (ними заснована Червонодібровська Січ).
Рукопаш гопак існував на засадах громадської організації до 21 листопада 2003 року. Саме тоді була зареєстрована Федерація Українського Рукопашу Гопак, яку очолив Величкович. Викладач кафедри фехтування і боксу Львівського державного університету фізичної культури (з 2005 р. — старший викладач), Микола Величкович з березня 2014 р. займає посаду заступника Міністра внутрішніх справ України.
Суддя міжнародної категорії з фрі-файту, засновник Спортивного клубу «Характерник», президент Всеукраїнської Федерації фрі-файту та контактних єдиноборств Валерій Чоботар підготував більше 10-ти майстрів спорту України, які є чемпіонами України та призерами чемпіонатів Європи та світу з фрі-файту.

## Діяльність
Перший чемпіонат, де брали участь вихованці Рукопашу гопак, було проведено в серпні 1998 р. в рамках ІІ Всеукраїнського фестивалю козацьких бойових мистецтв
З вересня 1999 року у Львівському державному інституті фізичної культури (ЛДІФК), при кафедрі теорії і методики фехтування, боксу та національних одноборств відкрито спортивну спеціалізацію Рукопашу гопак, з метою підготовки спортсменів та фахових тренерів.
З 1998 року відкривається секція Рукопашу гопак в Києві, а згодом в Кіровограді й Івано-Франківську.
В Україні щорічно проводяться обласні та Всеукраїнські чемпіонати з Рукопашу гопак. Участь у них беруть команди з Львівської, Тернопільської, Івано-Франківської, Волинської, Чернівецької областей, а також Києва та Кіровограда.

## Правила змагань
Спортсмени змагаються на килимі (татамі) три раунди по три хвилини (для юнаків — два раунди по три хвилини, для дівчат — два раунди по дві хвилини).
Серед обладунків представників повного контакту (юнаки та дівчата змагаються у категорії легкий контакт) — шолом на голову, щитки на ноги, та «мушля» на пах. Рукавички, бинти, капа.